# Governo dell'Irlanda
Il governo dell'Irlanda (in inglese Governement of Ireland, in irlandese Rialtas na hÉireann) è il gabinetto che esercita il potere esecutivo in Irlanda. Il governo è guidato da un primo ministro chiamato Taoiseach e da un vice primo ministro chiamato Tánaiste. Il Taoiseach è nominato dal Presidente dell'Irlanda dopo essere stato indicato dal Dáil Éireann, la camera bassa del Parlamento. Il presidente nomina i membri del governo chiamati ministri dopo che sono stati scelti dal Taoiseach e approvati dal Dáil. Il governo deve avere la fiducia del Dáil.

## Generalità
La Costituzione dell'Irlanda (articolo 28) conferisce esplicitamente il potere esecutivo al governo. È costituzionalmente composto da sette a quindici membri. Ogni ministro deve essere un membro dell'Oireachtas (Parlamento della Repubblica d'Irlanda) e non più di due ministri possono essere del Seanad Éireann (Camera alta del Parlamento). Il Taoiseach (equivalente al Primo ministro), il Tánaiste (Vice primo ministro) e il Ministro delle finanze devono essere membri del Dáil Éireann (camera bassa del Parlamento).
Il procuratore generale è un consigliere del governo che non è formalmente un suo membro ma che può partecipare al Consiglio dei ministri. Allo stesso modo, anche il capo del personale del Taoiseach (o il ministro di stato nel gabinetto del Taoiseach) può partecipare al gabinetto senza far parte del governo. I ministri sono assistiti da ministri di Stato (o segretari di Stato) spesso visti come ministri minori che sono de facto membri del governo ma non partecipano alle riunioni ministeriali. A un ministro di Stato può essere delegato il potere e la carica di un membro del governo.
Nel caso in cui il Taoiseach cessi di avere il sostegno della maggioranza del Dáil Éireann, l'assemblea deve essere sciolta. Il presidente può tuttavia rifiutare di concedere lo scioglimento al Taoiseach che non gode più del sostegno del Dáil e quindi costringerlo a dimettersi. Quando il Taoiseach si dimette, il governo fa lo stesso collettivamente. Il Taoiseach può anche chiedere al presidente di licenziare o nominare un ministro. In tutti i casi in cui un Taoiseach o il governo devono essere sostituiti, continuano ad esercitare i loro poteri fino alla nomina di un successore.
L'autorità esecutiva del governo è soggetta ad alcune limitazioni. In particolare:
- lo Stato non può dichiarare guerra o partecipare a una guerra senza il consenso del Dáil Éireann.
- In caso di invasione, tuttavia, il governo può prendere tutte le misure necessarie per proteggere lo Stato;[6]
- i trattati devono essere ratificati dal Dáil Éireann;
- il governo deve agire in conformità con la Costituzione. Se il governo dovesse agire in contrasto con la Costituzione, potrebbe essere vincolato da un tribunale mediante un contratto di mandato. Il ministro o i ministri che non adempiono al loro dovere costituzionale possono essere perseguiti e, se necessario, condannati alla reclusione.

## Storia
Il governo nella sua forma attuale risale al 1937, quando entrò in vigore la Costituzione irlandese, e il Ministers and Secretaries Act 1924, che dettagliava le funzioni e lo status del governo. Il predecessore del governo nella sua forma attuale era il Consiglio esecutivo dello Stato Libero d'Irlanda (1922-1937).
Numerose cariche di governo e ministeri del passato non esistono più (a causa della ridenominazione o della fusione). Di questi sono il:
- Ministro delle comunicazioni
- Ministro del lavoro
- Ministro delle poste e dei telegrafi
- Ministro del servizio pubblico
- Ministro del "rifornimento" nella seconda guerra mondiale (ministro delle forniture)

Il "Ministro senza portafoglio" è possibile in linea di principio, ma non è utilizzato dal 1977.
Dagli anni '90, tutti i governi sono stati coalizioni di due o più partiti. In questo caso, la funzione del Tánaiste proviene dal secondo partito di coalizione più grande.